# Pycnosomia
Genre
Pycnosomia est un genre de pycnogonides de la famille des Phoxichilidiidae.

## Liste des espèces
Selon PycnoBase :
- Pycnosomia asterophila Stock, 1981
- Pycnosomia coxata Stock, 1991
- Pycnosomia strongylocentroti (Losina-Losinsky, 1933)
- Pycnosomia tuberculata Losina-Losinsky, 1961

## Référence
- Losina-Losinsky, 1961 : Mnogokolencatye (Pantopoda) dalnevostocnych morej SSSR. Issledovanija dalnevostocnych morej SSSR, Leningrad, vol. 7: p. 47-117 (ru).